# Велудиос, Афанасиос
Афана́сиос Велу́диос (греч. Αθανάσιος Βελούδιος; 16 июля 1895, Афины — апрель 1992, Афины) — греческий военный лётчик, участник Первой мировой войны и герой Малоазийского похода, кавалер Греческого военного креста. Он же пионер планеризма в Греции, хореограф, музыковед, фольклорист, композитор, писатель, фотограф и киноактёр.

## Биография

### Происхождение
Афанасиос (Танос) Мурраи Велудиос происходил из знатного западномакедонского рода. Его дед, Афанасиос Русопулос (1823—1898) происходил из села Вогацико Кастории и, получив стипендию фонда учреждённого греком македонянином Константином Веллиосом и при посредничестве премьер-министра Греческого королевства Иоанниса Колеттиса, учился филологии и археологии в Берлине, Лейпциге и Гёттингене. Вернувшись в Грецию, дед стал профессором археологии в Афинском университете и женился на Луизе Мурраи (Λουίζα Μούρραη).
У четы было 9 детей, среди которых Русос Русопулос, профессор греческого языка в Буапештском университете, Отон Русопулос, профессор и основатель Афинской торговой академии и математик Димитриос Мурраи Велудиос (Δημήτριος Μούρραη Βελούδιος).
Последний включил в своё полное имя фамилию матери. Однако не совсем ясно почему он сменил фамилию отца на Велудиос (Бархатный). Возможно это слегка отретушированная фамилия благодетеля семьи, мецената Константина Веллиоса.
У Димитриоса Велудиоса было двое детей Марика Велудиу (1894—1989) и Афанасиос (Танос) Александрос Димитриу Мурраис Велудиос (Θάνος-Αλέξανδρος Δημήτρη Μούρραη Βελούδιος). Жена Димитриоса умерла очень рано (1898), сам он умер в 1916 году.

### Детство и молодость
Дети Димитриоса Велудиоса уехали в Швейцарию и, с помощью родственников, учились в Швейцарии и Германии.
Будучи студентом швейцарского Университета Санкт-Галлена, Велудиос получил золотую медаль в прыжках в высоту, взяв высоту в 1, 87 метра. Во время своего пребывания в Цюрихе, Велудиос подвергся идеям только что возникшего, дадаизма.
Продолжил учёбу в Лондоне, после чего работал в лондонском Сити. Велудиос свободно владел английским, французским, немецким и итальянским языками.
Сестра, Марика, стала первой гречанкой экскурсоводом, в то время как сам Танос-Александрос стал военным лётчиком.

### В Первой мировой войне
Не располагаем достоверной информацией, когда Велудиос вернулся в Грецию, но в период Национального раскола наступившего после начала Первой мировой войны, он поступил в августе 1917 года в лётное училище морской авиации в Фалере.
В действительности это были кратковременные лётные курсы, после которых курсанты отправлялись на остров Лемнос, где, продолжая учёбу, принимали участие в боевых действиях греческой морской эскадрильи базировавшейся на острове.
В звании энсина (мичмана) Велудиос вступил в Греческую морскую авиационную службу (Ελληνική Ναυτική Αεροπορική Υπηρεσία — ΕΝΑΥ).
В период 1917—1918 принял участие в авиационных операциях на Македонском фронте.
С конца 1917 года летал в составе морской эскадрильи Η2 греческого аса Аристидиса Морайтиниса, базировавшейся на острове Лемнос. Впоследствии, в 1990 году и незадолго до своей смерти лирически описывал свои полёты на самолёте Henry Farman HF.22: «Я летал на Farman Type Metallique, которые имели натянутые стальные троса, как у пианино. Троса издавали после определённой скорости полёта мелодичные звуки, как китайская арфа».
В составе морской эскадрильи А. Морайтиниса, Велудиос принял участие в бомбардировке немецких броненосцев «Гёбен» и «Бреслау» в Дарданеллах.
Летая на самолёте Sopwith Fighter, был ранен в воздушном бою с немецким самолётом у острова Тасос.

### В Малоазийском походе
В период Малоазийского похода (1919—1922), Велудиос принял участие в операциях в составе Морской авиационной эскадрильи Смирны («Ναυτική Αεροπορική Μοίρα Σμύρνης» — ΝΑΜΣ).
В ходе одной из операций, 25 июня 1920 года, на самолёте B.E.2e, выполнял воздушную разведку в секторе Пруса — предгорья Вифинийского Олимпа — Муданья.
Уточнив позиции наступавших к западу от Прусы греческих войск, Велудиос облетел город, после чего совершил дерзкую посадку на территории Османской военной академии, где водрузил на флагштоке греческий флаг. За этот свой поступок он получил прозвище Покоритель Прусы.
Велудиос принимал участие в воздушных операциях до последнего дня военных действий в Малой Азии, в составе «выдвинутых авиационных звеньев фронта» (Προκεχωρημένα Αεροπορικά Σμήνη Μετώπου) эскадрильи ΝΑΜΣ.
В феврале 1921 года Велудиос разбомбил железнодорожный мост восточнее города Ушак, осложнив возможность бегства иррегулярных турецких чет из города.
25 марта 1921 года Велудиос, вместе с наблюдателем П. Психасом, разбомбил турецкий штаб на железнодорожной станции Афьонкарахисара (в греческих источниках отмечен его древним именем Примнисиа — Πρυμνησία). Велудиос позже утверждал, и его утверждение повторяется рядом публицистов, что в тот момент там находился «разрушитель (ολετήρας) эллинизма Малой Азии», М. Кемаль, который чудом избежал смерти. Последнее пока что не удаётся сверить с биографиями Кемаля.
В сентябре 1921 года Велудиос был награждён Греческим военным крестом III степени.

### Последнее десятилетие авиационной службы

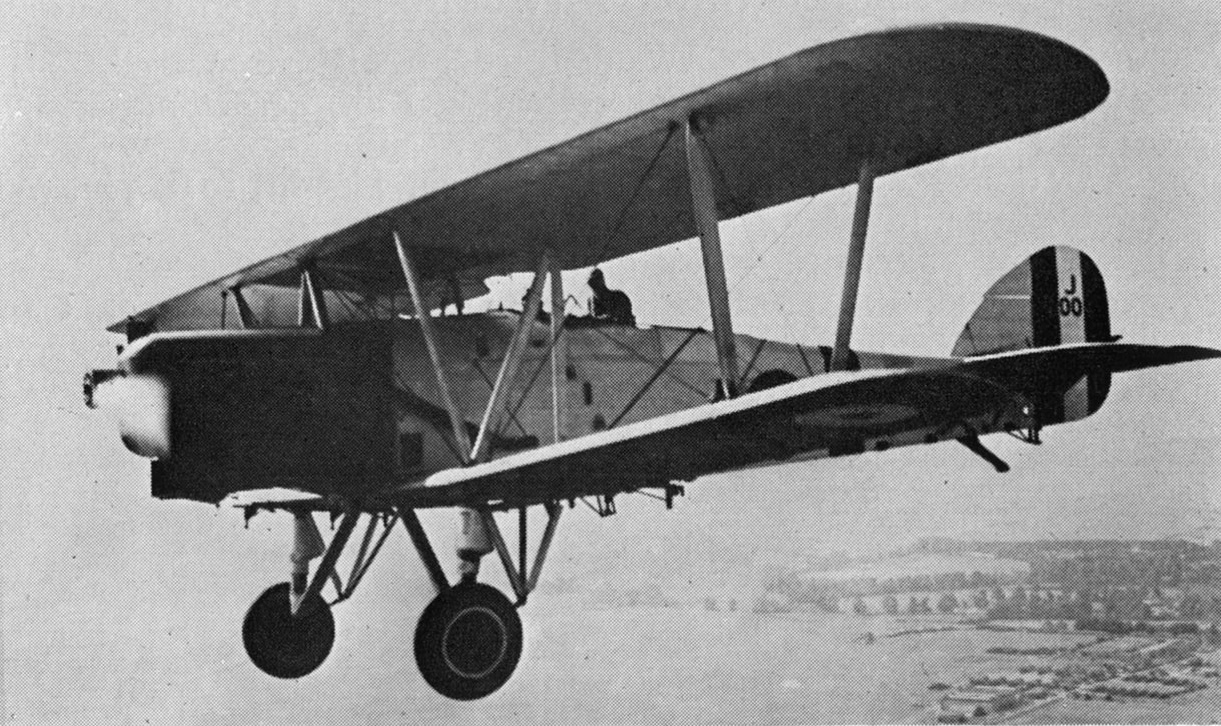
Бомбардировщик Hawker Horsley.

В 1923 году, после антимонархистского восстания 1922 года, Велудиос был удалён из вооружённых сил. Можно только предполагать, что он был противником восстания.
Велудиос был отозван в вооружённые силы в 1927 году.
В декабре 1929 года греческая авиация получила 6 бомбардировщиков Hawker Horsley. Велудиос стал одним из первых греческих пилотов летавших на этих самолётах, и первым, если не единственным, совершившим петлю на этом тяжёлом самолёте.
Нет достоверной информации когда Велудиос получил диплом планериста в немецком Wasserkuppe.
В истории греческого планеризма отмечается, что в апреле 1931 года в Греции было 2 подготовленных планеристов и оба совершили свои первые полёты в Германии: профессор Афинского политехнического университета Теодоридис, и эписминаго́с (майор авиации) Велудиос.
Источник отмечает Велудиоса в звании авиационного, а не морского офицера, вероятно потому, что в 1930 году началось объединение морской и армейской авиации в рамках единого Авиационного министерства.
Велудиос вышел в отставку в 1934 году. Однако при этом, другой источник, пишет что он вышел в отставку в флотском звании коммандера (Капитан 2-го ранга).
Будучи в отставке опубликовал в издании Морское обозрение генштаба флота сою работу о авиационной стратегии и несколько технических инструкций.

### Хореограф на «Дельфийских празднествах»

Афиша Дельфийского фестиваля 1927 года

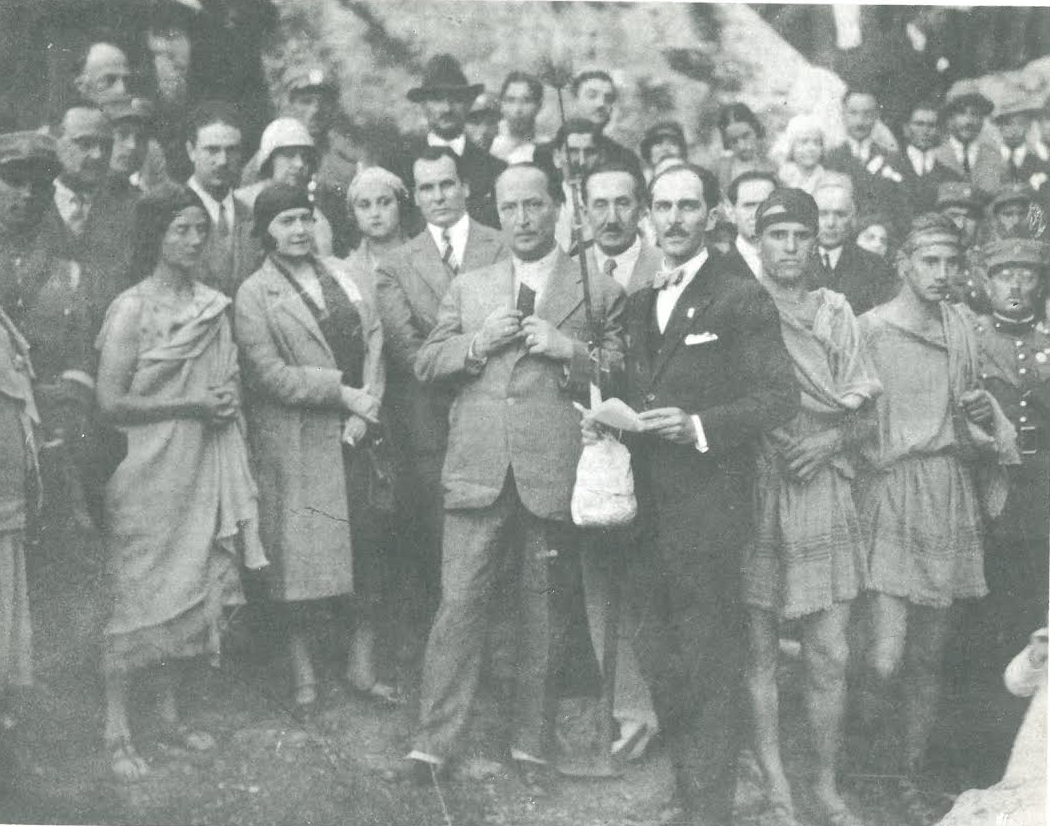
Дельфийские празднества 1930 года. В первом ряду слева направо — Ева Палмер-Сикелианос, Эстер Ломбардо, Atanasio Cataro, Ангелос Сикелианос, Афанасиос Велудиос и Никос Эгинитис

Будучи ещё офицером, Велудиос принял участие, в качестве сотрудника поэта Ангелоса Сикелианоса, в организации «Дельфийских празднеств» в 1927 и 1930 годах
После своего знакомства с поэтом и его женой, Евой Палмер-Сикелианос, Велудиос был приглашён в 1927 году Евой Палмер представить на «Дельфийских празднествах» древний греческий военный танец Пиррихий, в качестве «хореографа и держателя ритма (ρυθμοδότης)» (Велудиос держал ритм играя на барабане).
Велудиос преподавал пиррихий следуя танцевальным шагам греческих народных танцев и внимательно изучив изображения пиррихия на древних греческих амфорах
Учениками, а затем танцорами на «Дельфийских празднествах», стали обычные подростки, члены группы «Афинские скауты», и, по воспоминаниям Велудиоса, «настоящие солдаты, которых мне позаимствовала Королевская греческая армия».
Первоначальный успех первых фестивалей четы Сикелианосов привёл к повторению курсов обучения пиррихия и представлению танца на «Делфийских празднествах» 1930 года.

### Смерть
До самой своей смерти в апреле 1992 года, Велудиос имел почётный военный статус лётчика — резервиста. За день до смерти врачи объявили ему что он не сможет более плавать в море. Коммандер Танос Велудиос, в присутствии нескольких своих друзей, задался вслух вопросом: «Какой у меня более интерес жить ?».

## Зейбекико
Продолжая изучение древних греческих танцев, Велудиос обратил своё внимание на современный греческий одиночный мужской танец зейбекико. Название танца ассоциировалось до того с исламизированными зейбеками, особым меньшинством населения на юго-западе Малой Азии, гонимым по причине нарушения законов османскими властями.
Велудиос обратил внимание на то, что согласно Геродоту, слово Зебекос (Ζεμπέκος) производится от древнего фракийского слова буко (μπούκο), происходящего от фригийского слова бекос (βέκος) и означает кусок пищи/хлеба (βούκα=μπουκιά).
Фольклорист Велудиос утверждал, что слово Зейбекикос происходило в первой его составной части от фригийского слова Зей (Ζεϋ) от Зевс (Ζευς) которое символизировало дух, и во второй части от слова бекос (μπέκος или βέκος) что подразумевало хлеб (άρτος) и символизировало тело. Составляющие слова зейбекико вместе символизируют поиск союза духа с телом, бога с человеком и танец танцевался в древности в честь Кибелы, матери-богини.
В музыкальном отношении Велудиос делает особый упор на характерный для региона Эгейского моря ритм танца в 9/8 = (3/4+3/8).
Сегодня и другие музыковеды и фольклористы считают этот танец древним греческим или фракийским, перенесённым в малоазийские Траллы (сегодняшний Айдын)
Музыковед Симон Карас считал, что танец является древним греческим наследством (ритмическим — танцевальным) поскольку его ритмическая форма высматривается в одах Сапфо..
Согласно Велудиосу, происхождение танца восходит к древнему танцу «Арто-зин» («Αρτο-ζήν»).
Он ишет, что танцуя зейбекико, мужчина получает «освобождение от любого депрессивного комплекса, который может его угнетать» и «получает синтез дорийской и фригийской гармонии (Дорийский лад — Фригийский лад), в музыкальном размышлении на площадке между временем и пространством (далеко от Хорошего и Плохого), то есть в „хаос-фаос“ („χάος — φάος“)».

## Фольклорист
В 1978 году Велудиос издал книгу «Аэрика, ксотика и каликандзари» («Αερικά, Ξωτικά και Καλικάντζαροι» [Γ. Τσιβεριώτης, 1978]. (Трудно переводится, примерно как эльфы и гоблины).
В 1983 году издал книгу «Эллиноцентрическое Фантазиометрическое искусство для продвинутых» («Ελληνοκεντρική Φαντασιομετρική Τέχνη για Προχωρημένους» [Νεφέλη, 1983])
В 1991 году была издана третья книга Велудиоса «Эвгония и другое», которая сопровождалась ритуальными фотографиями Греции 50-х годов снятых его друзьями писателем Андреасом Эмбирикосом, Финном Столом, Χ. Виндслоу и греческой фольклористкой Катериной Какури.
Это исследование Велудиоса было посвящено фаллическим обрядам, остаткам культа Диониса и Деметры, которые просуществовали до 50-х годов и многие живут и в наши дни, смешиваясь с современными ритуальными традициями Православия.
Неиссякамое греческое язычество с его древними корнями, которое не было дискредитировано христианской религией народа, но было обогащено в ходе истории сомнительной моралью, стало для Велудиоса делом жизни, что находит отражение в этой книге. Далёкий от идей Запада и будучи жёстким антизападником, Велудиос был убеждённым сторонником преемственности эллинизма в веках.

## Киноактёр
Послевоенные годы отмечены участием Велудиоса в качестве киноактёра, но во второстепенных ролях, в ряде греческих кинофильмов. Велудиос снимался в фильмах: «Безмятежность» («Γαλήνη», 1958) Грегори Маркопулоса, «Златоволосая» («Η Χρυσομαλλούσα», 1978) Тониса Ликуресиса, «Элефтериос Венизелос» («Ελευθέριος Βενιζέλος 1910—1927», 1980) Пантелиса Вулгариса, «Мания» («Μανία», 1985), и «Медовый месяц» («Ταξίδι του μέλιτος», 1979) Георгия Панусопулоса

## Фотограф
В 1992 и в 1995 годах Велудиос извал два тома альбомов «Греческие скульптуры — фотографии мужчин 1950—1960» («Τα ελληνικά αγάλματα: φωτογραφίες ανδρών του 1950—1960» [Οδός Πανός]), с фотографиями обнажённых солдат и пр, которые Велудиос снял сам в 50-х годах.

## Модельер
Обратив внимание на Haute couture, Велудиос стал автором нескольких стилизованных фустанелл и хитонов.
Он также создал 40 образцов летних греческих рубашек.
Зимой он носил костюм, на котором вместо пуговиц были пришиты морские балянусы.

## Композитор
Музыкальные произведения Велудиоса немногочислены и включают в себя «Греческую сюиту» (Ελληνική Σουίτα), «Средиземноморский концерт — О эллинах авиаторах» (Κοντσέρτο Μεσογειακό — δια τους Έλληνας Αερικούς Αεροπόρους), «За пределами Добра и Зла, Gradus ad Helicon» («Πέραν του Καλού και του Κακού, Gradus ad Helicon»).

## Посвящение Велудиосу
Велудиосу посвящена песня современного греческого композитора, поэта и певца Дионисия Саввопулоса.
Песня именуется «Кто создаёт анекдоты» и была записана в диске Хронопио́ (Делаю время — «Χρονοποιό») 1999 года:
Знавал я старика летавшего когда то
В начале века прошлого пилотом
В конце однако стал он троглодитом
На мой вопрос улыбка мне была ответом
Танос Велудиос звали его
И у меня есть имя, что с того
У всех у нас анонимная кончина
Где шуток всех скрывается причина